# Erich Klostermann
Erich Klostermann, född 14 februari 1870 i Kiel, död 18 september 1963 i Halle an der Saale, var en tysk teolog.
Klostermann promoverades i Kiel 1892 och blev privatdocent där 1901. Efter att ha verkat i Strassburg, Münster och Königsberg blev han 1928 professor i Nya Testamentets exegetik i Halle an der Saale. Han utgav bland annat utgåvor av kyrkofädernas skrifter och flera band i Handbuch zum Neuen Testament, utgiven av Hans Lietzmann.